# Bono (Sardenya)
Bono (en sard, Bono) és un municipi italià, dins de la província de Sàsser. L'any 2007 tenia 3.800 habitants. Es troba a la regió de Goceano. Limita amb els municipis d'Anela, Benetutti, Bonorva, Bottidda, Bultei, Nughedu San Nicolò, Oniferi (NU) i Orotelli (NU).

## Administració
| Període | Identitat                 | Partit        |
| ------- | ------------------------- | ------------- |
| 2006-   | Pietrino Giuseppe Molotzu | Llista cívica |

## Personatges il·lustres
- Giovanni Maria Angioy